# گوئیدو ترنتو
گوئیدو ترنتو (ایتالیایی: Guido Trento؛ ‏ ۲۱ ژوئن ۱۸۹۲ – ۳۱ ژوئیهٔ ۱۹۵۷) بازیگر اهل ایتالیا بود.
از فیلم‌هایی که وی در آن نقش داشته‌است، می‌توان به ترس از عشق، نرون، فرشته خیابانی، روایت یک گناه و ما را ببخشید اشاره کرد.